# Église Saint-Véron
L'église Saint-Véron est un édifice religieux à Lembecq, une section de la commune belge de Hal. C'est un édifice néo-gothique de la fin du XIXe siècle. Le chœur gothique, construit vers 1500, a été protégé en 1947. Les grès utilisés pour sa construction sont issus de l'extraction de roches du Membre de Rogissart de la Formation de Tubize.
Dans l'église se trouve un gisant XVIe siècle de style Renaissance de Saint Véron de Lembecq (mort en 863). On y trouve également une statue de Saint Laurent du XVe siècle, une statue de Saint Job du XVIe siècle ainsi qu'une statue du Christ de pitié.
À Lembecq, la marche de Saint-Véron a lieu chaque année le lundi de Pâques en l'honneur du saint patron de l'église.